# Richards Island
Richards Island är en ö i Kanada.   Den ligger i territoriet Northwest Territories, i den nordvästra delen av landet, 4 200 km nordväst om huvudstaden Ottawa. Ön har en yta på 2 165 km²
Omgivningarna runt Richards Island är i huvudsak ett öppet busklandskap. Trakten runt Richards Island är nära nog obefolkad, med mindre än två invånare per kvadratkilometer.